# 시건국
시건국(始建國)은 중국 신(新) 왕망(王莽)의 첫 번째 연호이다. 9년에서 13년까지 5년 동안 사용하였다. 왕망(王莽)이 역법을 개정하여 8년 12월 삭일(朔日)을 정월로 정하였다. 이에 따라 8년 12월은 9년 정월이 된다. 시건국 연호는 9년 정월부터 시작되었다.

## 연대대조표
| 시건국              | 원년       | 2년        | 3년        | 4년        | 5년        |
| 서력                | 9년        | 10년       | 11년       | 12년       | 13년       |
| 육십간지 (六十干支) | 기사(己巳) | 경오(庚午) | 신미(辛未) | 임신(壬申) | 계유(癸酉) |

## 같이 보기
- 중국의 연호

| 이전 연호 초시(初始) <전한(前漢)> | 중국의 연호 신(新) | 다음 연호 천봉(天鳳) |